# Liste des unités de l'US Marine Corps en 2006
Voici la liste des unités de l'US Marine Corps au niveau régimentaire en 2006 :

## Unités terrestres en activité

### 1st Marine Division

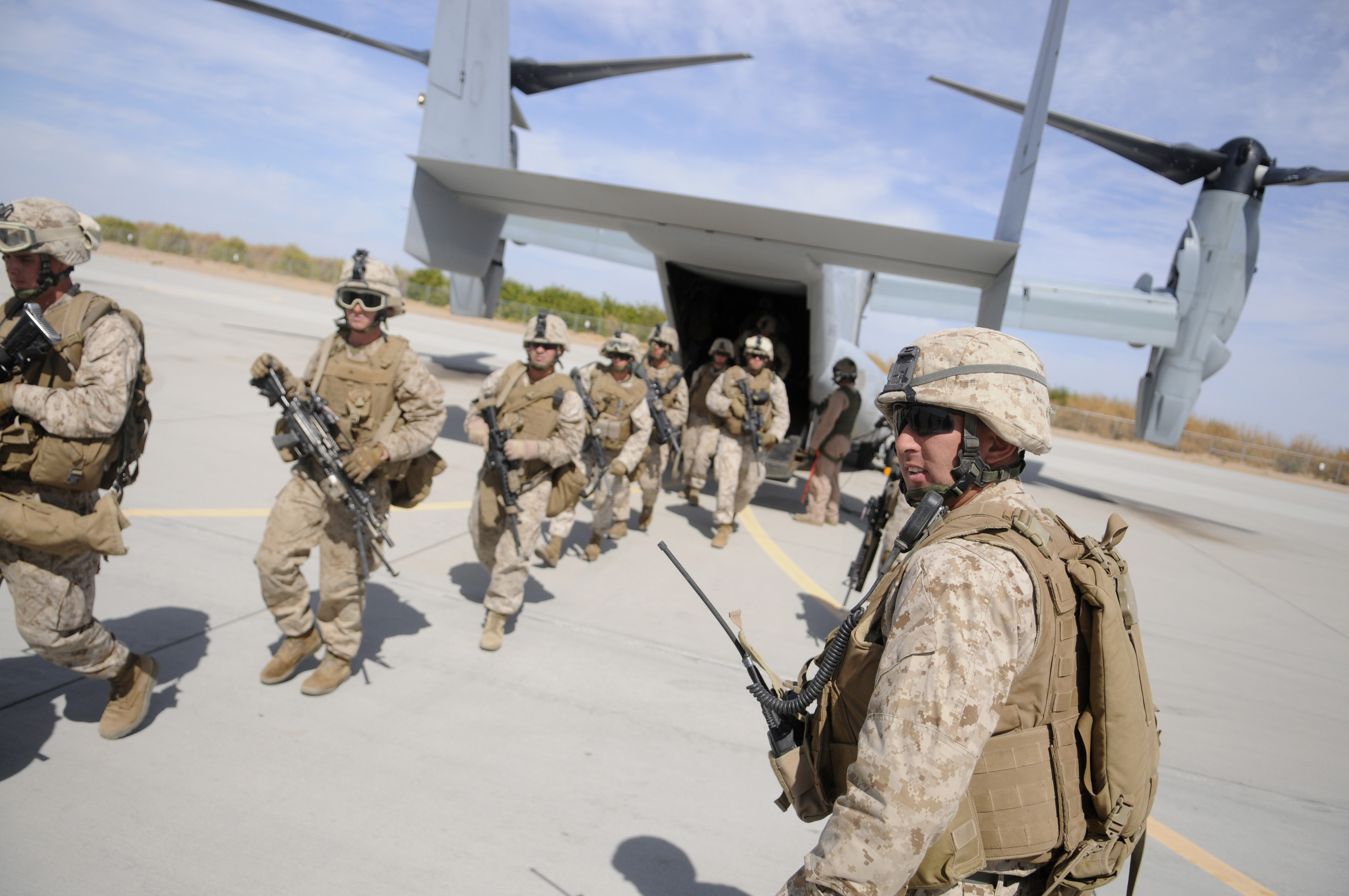
Groupe de combat de la compagnie E, 2e bataillon, 7e régiment de Marine descendant d'un MV-22 en 2009.

Le quartier-général de la division se trouve à Camp Pendleton en Californie
- U.S. 1st Marine Regiment - Infanterie
- U.S. 5th Marine Regiment - Infanterie
- U.S. 7th Marine Regiment - Infanterie
- U.S. 11th Marine Regiment- Artillerie

### 1st Marine Logistics Group
- Combat Logistics Regiment 1 - Soutien
- Combat Logistics Regiment 15 - Soutien
- Combat Logistics Regiment 17 - Soutien

### 2nd Marine Division
Le quartier-général de la division se trouve à Camp Lejeune en Caroline du Nord
- U.S. 2d Marine Regiment - Infanterie
- U.S. 6th Marine Regiment - Infanterie
- U.S. 8th Marine Regiment - Infanterie
- U.S. 10th Marine Regiment - Artillerie

### 2nd Marine Logistics Group
- Combat Logistics Regiment 2 - Soutien
- Combat Logistics Regiment 25 - Soutien
- Combat Logistics Regiment 27 - Soutien

### 3rd Marine Division
Le quartier-général de la division se trouve à Camp Butler à Okinawa au Japon
- U.S. 3rd Marine Regiment - Infanterie
- U.S. 4th Marine Regiment - Infanterie
- U.S. 12th Marine Regiment - Artillerie

### 3rd Marine Logistics Group
- Combat Logistics Regiment 3 - Soutien
- Combat Logistics Regiment 35 - Soutien
- Combat Logistics Regiment 37 - Soutien

### 4th Marine Division (Réserve)
Le quartier-général de la division se trouve à Camp Pendleton en Californie
- U.S. 14th Marine Regiment - Artillerie
- U.S. 23rd Marine Regiment - Infanterie
- U.S. 24th Marine Regiment - Infanterie
- U.S. 25th Marine Regiment - Infanterie

## Unités aériennes en activités

### 1st Marine Aircraft Wing
Quartier-général à Camp Butler, Okinawa, Japon
- Marine Aircraft Group 12, MCAS Iwakuni, Japon. Comprend les avions de combat F/A-18, les avions de guerre électronique EA-6B et les avions d'attaque AV-8B.
- Marine Aircraft Group 36, MCAS Futenma, Okinawa. Comprend les ravitailleurs KC-130 et les hélicoptères CH-53, CH-46, AH-1 et UH-1.
- 1st MAW Air Support Element, MCAF Kaneohe Bay, Hawaii. Comprend les hélicoptères CH-53.
- Marine Wing Support Group 17, Camp Foster, Okinawa
- Marine Air Control Group 18, MCAS Futenma, Okinawa

### 2nd Marine Aircraft Wing
Quartier-général au MCAS Cherry Point, Caroline du Nord
- Marine Aircraft Group 14, MCAS Cherry Point, Caroline du Nord. Comprend les avions d'attaque AV-8B, les avions de guerre électronique EA-6B et les ravitailleurs KC-130.
- Marine Aircraft Group 26, MCAS New River, Caroline du Nord. Comprend les hélicoptères CH-53, CH-46, AH-1 et UH-1.
- Marine Aircraft Group 29, MCAS New River, Caroline du Nord. Comprend les hélicoptères CH-53, CH-46, AH-1 et UH-1.
- Marine Aircraft Group 31, MCAS Beaufort, Caroline du Sud. Comprend les avions de combat F/A-18.
- Marine Wing Support Group 27, MCAS Cherry Point, Caroline du Nord.
- Marine Air Control Group 28, MCAS Cherry Point, Caroline du Nord.

### 3rd Marine Aircraft Wing
Quartier-général au MCAS Miramar, Californie
- Marine Aircraft Group 11, MCAS Miramar, Californie. Comprend les avions de combat F/A-18 et les ravitailleurs KC-130.
- Marine Aircraft Group 13, MCAS Yuma, Arizona. Comprend les avions d'attaque AV-8B.
- Marine Aircraft Group 16, MCAS Miramar, Californie. Comprend les hélicoptères CH-53, CH-46.
- Marine Aircraft Group 39, MCAS Camp Pendleton Camp Pendleton, Californie. Comprend les hélicoptères AH-1 et UH-1.
- Marine Wing Support Group 37, MCAS Camp Pendleton, Californie.
- Marine Air Control Group 38, MCAS Miramar, Californie.

### 4th Marine Aircraft Wing
Réserve
Quartier-général à la NAS La Nouvelle-Orléans, Louisiane
- Marine Aircraft Group 41, NAS Fort Worth, Texas. Comprend les avions de combat F/A-18 et les ravitailleurs KC-130.
- Marine Aircraft Group 42, NAS Atlanta, Géorgie. Comprend les avions de combat F/A-18 et les hélicoptères AH-1, UH-1 et CH-46.
- Marine Aircraft Group 49, NAS Willow Grove, Pennsylvanie. Comprend les avions de combat F/A-18 et F-5, les ravitailleurs KC-130, et les hélicoptères AH-1, UH-1, CH-53 et CH-46.
- Marine Wing Support Group 47, Détroit, Michigan.
- Marine Air Control Group 48, Fort Sheridan, Illinois.

## Unités désactivées

### 1st Marine Division
- U.S. 17th Marine Regiment, Génie

### 2nd Marine Division
- U.S. 18th Marine Regiment, Génie
- U.S. 21st Marine Regiment, Infanterie

### 3rd Marine Division
- U.S. 9th Marine Regiment, Infanterie
- U.S. 19th Marine Regiment, Génie

### 4th Marine Division
- U.S. 20th Marine Regiment, Génie

### 5th Marine Division
- U.S. 13th Marine Regiment, Artillerie
- U.S. 26th Marine Regiment, Infanterie
- U.S. 27th Marine Regiment, Infanterie
- U.S. 28th Marine Regiment, Infanterie

### 6th Marine Division
- U.S. 15th Marine Regiment, Artillerie
- U.S. 22d Marine Regiment, Infanterie
- U.S. 29th Marine Regiment,  Infanterie